# Trident (West Yorkshire)
Trident – civil parish w Anglii, w West Yorkshire, w dystrykcie metropolitalnym Bradford. W 2011 civil parish liczyła 20281 mieszkańców.